# Clarissa Pinheiro
Clarissa Pinheiro (Recife, 6 de janeiro de 1983) é uma atriz brasileira.

## Biografia
Clarissa nasceu na capital do estado de Pernambuco, Recife. Antes de ingressar no meio artístico, formou-se em jornalismo. Mudou-se para o Rio de Janeiro em 2010 para estudar direção na Escola de Cinema Darcy Ribeiro, onde foi aluna de Fellipe Barbosa. 
Seu professor do curso de direção enxergou o potencial artístico de Clarissa e a convidou para integrar o elenco do longa Casa Grande, produção a qual deu à atriz maior visibilidade e conquista da crítica, recebendo o Troféu Menina de Ouro do Festival de Cinema de Paulínia como melhor atriz coadjuvante. Desde então, Clarissa passou a fazer parte de diversas produções nacionais.
Em 2016, participou da grande produção Aquarius, de direção do também pernambucano Kleber Mendonça Filho. No mesmo ano, pode ser vista na minissérie Justiça, de Manuela Dias na Rede Globo.
Em 2018, integrou o elenco da série Onde Nascem os Fortes, escrita por George Moura e Sérgio Goldember e com direção de José Luiz Villamarim, com a personagem Gilvânia. 
Em 2019 ganha maior notoriedade no cenário nacional ao interpretar Penha na telenovela das nove Amor de Mãe, repetindo parceria com a autora Manuela Dias, onde deu vida a uma mulher que se envolve com um criminoso para vingar a morte de seu marido e acaba se envolvendo amorosamente com o assassino, Belizário, interpretado pelo ator Tuca Andrada.
Em 2022, atua na novela Mar do Sertão, onde interpreta a sofrida Teresa, casada com o cômico Timbó, interpretado por Enrique Díaz. No mesmo ano, interpreta a vidente Esmeralda na série Dates, Likes & Ladrilhos, produzida pelo Canal Brasil.

## Filmografia

### Televisão
| Ano  | Título                       | Personagem                     | Notas                                  |
| ---- | ---------------------------- | ------------------------------ | -------------------------------------- |
| 2012 | Corrente                     | Roberta                        |                                        |
| 2015 | Conselho Tutelar             | Jandira                        | Episódio: "Reparos"                    |
| 2015 | Romance Policial: Espinosa   | Maria Rita Maia                | Episódio: "O Destino Bate à Sua Porta" |
| 2016 | Terminadores                 | Fátima                         | Episódio: "Falsa Audiência"            |
| 2016 | Justiça                      | Irene                          |                                        |
| 2016 | Bode de Natal                | Mira                           | Especial de fim de ano                 |
| 2017 | Sob Pressão                  | Thalita                        | Episódio: "15 de agosto"               |
| 2017 | Os Trapalhões                | Marceneira na TV               | Episódio: "3"                          |
| 2018 | Procurando Casseta & Planeta | Sylvania                       |                                        |
| 2018 | Onde Nascem os Fortes        | Gilvânia (Gil)                 |                                        |
| 2019 | Feras                        | Dora                           |                                        |
| 2019 | Jungle Pilot                 | Núbia                          |                                        |
| 2019 | Amor de Mãe                  | Maria da Penha Moreira (Penha) |                                        |
| 2021 | Verdades Secretas II         | Pâmela                         | Episódios: "15–17"                     |
| 2022 | Mar do Sertão                | Teresa Timbó                   |                                        |
| 2022 | Dates, Likes & Ladrilhos     | Esmeralda                      |                                        |
| 2025 | Pablo e Luisão               | Claudia                        | Episódio: "Monga"                      |
| 2025 | Encantado's                  | Joana                          | Episódio: "Aniversário do Encantado's" |
| 2025 | Êta Mundo Melhor!            | Nádia                          | Episódios: "1–14 de julho"             |

### Cinema
| Ano  | Título                          | Personagem             | Notas |
| ---- | ------------------------------- | ---------------------- | ----- |
| 2014 | Casa Grande                     | Rita                   |       |
| 2016 | Aquarius                        | Ana Paula (Jornalista) |       |
| 2018 | Aos Teus Olhos                  | Prostituta             |       |
| 2018 | A Mata Negra                    | Maria                  |       |
| 2020 | O Cemitério das Almas Perdidas  | Imaculada              |       |
| 2023 | Pedágio                         | Mulher da festa        |       |
| 2024 | Um Dia Antes De Todos Os Outros | Marli                  |       |
| 2024 | Senhoritas                      | Cora                   |       |
| 2025 | O Último Azul                   | Joana                  |       |

## Teatro
- Ignorância
- A Gaivota
- Os Sete Gatinhos
- Flicts

## Prêmios e Indicações
| Ano  | Prêmio                        | Categoria                | Nomeação                       | Resultado |
| ---- | ----------------------------- | ------------------------ | ------------------------------ | --------- |
| 2014 | Festival de Paulínia          | Melhor Atriz Coadjuvante | Casa Grande                    | Venceu    |
| 2022 | Festival Sesc Melhores Filmes | Melhor Atriz Nacional    | O Cemitério das Almas Perdidas | Pendente  |